# Colours (Eloy)
Colours è un album discografico  del gruppo tedesco Eloy, pubblicato nel 1980 dall'etichetta discografica EMI Electrola

## Tracce
1. Horizons – 3:20
2. Illuminations – 6:19
3. Giant – 6:05
4. Impressions – 5:12
5. Child Migration – 7:16
6. Gallery – 3:08
7. Silhouette – 6:57
8. Sunset – 3:15

## Formazione
- Frank Bornemann - voce, chitarra elettrica e acustica
- Klaus-Peter Matziol - basso, seconda voce
- Detlev Schmidtchen - organo, tastiere, sintetizzatori
- Jürgen Rosenthal - batteria, percussioni, flauto